# 영떡스클럽
영떡스클럽은 대한민국의 힙합 크루다. 2016년 싱글 《쩐.다 (JJUN.DA)》로 데뷔했다. 

## 방송
- 쇼미더머니777 (2018)

## 음반
- 쩐.다 (JJUN.DA) (2016)
- IGTJ (I Got The Juice) (2017)
- 작당모의 (作黨謀議) (2017)
- 지겨워 (2017)
- 샐러드 (Salad) (2018)
- Madonna (2018)